# Olivier Veigneau
Olivier Veigneau (ur. 16 lipca 1985 w Suresnes) – francuski piłkarz występujący na pozycji obrońcy w klubie Le Mans FC.

## Kariera klubowa
Veigneau rozpoczynał karierę w sezonie 2004/2005 w pierwszoligowym AS Monaco FC. Grał wówczas jedynie w rozgrywkach Pucharu Ligi Francuskiej, zaś w Ligue 1 zadebiutował w następnym sezonie, 29 października 2005 w wygranym 3:0 meczu z AC Ajaccio. Z kolei 4 lutego 2006 w wygranym 3:1 spotkaniu ze Stade Rennais strzelił swojego jedynego gola w ligowej karierze. Sezon 2006/2007 spędził na wypożyczeniu w także pierwszoligowym OGC Nice, po czym wrócił do Monaco, jednak nie zagrał tam już w żadnym meczu. 
W styczniu 2008 odszedł do niemieckiego MSV Duisburg. Swój pierwszy mecz w Bundeslidze rozegrał 9 lutego 2008 przeciwko VfL Wolfsburg (1:2). W sezonie 2007/2008 spadł z klubem do 2. Bundesligi, a w sezonie 2010/2011 dotarł z nim do finału Pucharu Niemiec, w którym Duisburg przegrał 0:5 z FC Schalke 04.
W 2011 roku wrócił do Francji, gdzie został graczem drugoligowego FC Nantes. W sezonie 2012/2013 wywalczył z nim awans do Ligue 1. W sierpniu 2015 przeszedł do tureckiej drużyny Kasımpaşa SK. W Süper Lig zadebiutował 13 września 2015 w przegranym 0:1 spotkaniu z Fenerbahçe SK.
Z końcem sezonu 2019/2020 wygasł jego kontrakt w Turcji i wrócił do ojczyzny, gdzie został piłkarzem występującego w Championnat National klubu Le Mans FC.

## Statystyki
Stan na 31 grudnia 2019
| Rozgrywki     | Poziom | Kraj    | Mecze | Bramki |
| ------------- | ------ | ------- | ----- | ------ |
| Ligue 1       | I      | Francja | 93    | 1      |
| Ligue 2       | II     | Francja | 68    | 0      |
| Bundesliga    | I      | Niemcy  | 7     | 0      |
| 2. Bundesliga | II     | Niemcy  | 92    | 0      |
| Süper Lig     | I      | Turcja  | 122   | 0      |
| Puchar UEFA   | –      | –       | 4     | 0      |

## Kariera reprezentacyjna
W 2006 roku Veigneau został powołany do reprezentacji Francji U-21 na mistrzostwa Europy, zakończone przez Francję na półfinale. Zagrał na nich w jednym z czterech meczów swojej drużyny, z Serbią i Czarnogórą (2:0).